# Hudsonia
Hudsonia (amb els noms comuns en anglès de Goldenheather, Poverty grass) és un petit gènere de plantes cistàcies que compta amb 3 espècies. És originari d'Amèrica del Nord. El nom del gènere és en honor del botànic anglès William Hudson.
Són arbusts de fulla persistent que fan fins a 20 cm d'alt.
| Nom científic                                           | Nom comú en anglès      |
| ------------------------------------------------------- | ----------------------- |
| Hudsonia ericoides                                      |                         |
| Hudsonia montana (sinònim: H. ericoides subsp. montana) | Golden Mountain Heather |
| Hudsonia tomentosa                                      | Beach-heath             |